# Discografia formației Blaxy Girls
Următorul articol prezintă discografia grupului de fete Blaxy Girls din România. Ele au lansat 4 discuri single, 1 disc EP, un album de studio și mai multe versiuni karaoke. Blaxy Girls este un grup muzical de adolescente din România. Formația a luat naștere în octombrie 2007 și a semnat un contract cu casa de discuri Roton în luna decembrie a aceluiași an. Blaxy Girls se compune din Rucsandra Iliescu (chitară, voce), Amalia Tircă (chitară solo),  Cristina Marinescu (chitară bas), Anamaria Nanu (claviaturi) și Gela Marinescu (baterie). Cele cinci au fost descoperite de producătorul muzical Costi Ioniță, cu care au mai lucrat nume importante ale lumii muzicale românești, cum ar fi Monica Anghel, Mihai Trăistariu, Nico sau  Celia.
Primul single al grupului, „If You Feel My Love” a devenit foarte popular imediat de la lansare, atingând poziția cu numarul 2 în clasamentul cântecelor din România. Albumul de debut al formației, intitulat tot If You Feel My Love, a fost lansat în decembrie 2008 împreuna cu un nou single.

## Albume
| Copertă | Titlu albumului     | Anul lansării | Melodiile |
| ------- | ------------------- | ------------- | --- |
|         | If You Feel My Love | 2008          | If You Feel My Love Oare Trebuie să Pierzi Tu (Ochii Tăi) Hey Hey Daaa... Nu Suporți Poate nu Crezi În Tine (Amândoi) Dear Mama You're Like Sar Respir Încet Și Totuși              |
|         | Save The World      | 2010          | E Vina Mea/I Have My Life Revolution I Love Rock'n' Roll Băieții Vara Trecută (ft. Voltaj) TBA (ft. Sahara) Save The World Big Girls Don't Cry Never Alone Let Me Entertain You TBA |

### Discuri EP, Compliații sau Albume Remix
| Titlu albumului                   | Anul lansării | Melodiile                                                                       |
| --------------------------------- | ------------- | ------------------------------------------------------------------------------- |
| If You Feel My Love (Bonus Track) | 2009          | If You Feel My Love (Remix) Tu (Live) Hey Hey (Live) Louisiana Cer Plin de Vise |

### Colaborări
- Selecția Națională 2009-Disc 1:
  -  Dear Mama
- Soft Music-Disc 3:
  - If You Feel My Love
  -  Dear Mama
- 2009 Summer Hits:
  - If You Feel My Love
  - E Vina Mea
  - I Have My Life

## Discuri single
| Anul | Discul single         | Poziția maximă    | Poziția maximă | Poziția maximă  | Poziția maximă | Poziția maximă | Poziția maximă   | Poziția maximă | Poziția maximă | Poziția maximă | Poziția maximă | Albumul               |
| Anul | Discul single         | Bulgaria Top 40 α | Bravo Top      | Nielsen Airplay | Radio 21       | Radio Zu       | Romanian Top 100 | Rusia          | Vibe FM        | Ucraina        | PrePay         | Albumul               |
| ---- | --------------------- | ----------------- | -------------- | --------------- | -------------- | -------------- | ---------------- | -------------- | -------------- | -------------- | -------------- | --------------------- |
| 2008 | „If You Feel My Love” | 1                 | 1              | 1               | 14             | 7              | 2                | 1              | 1              | 5              | -              | "If You Feel My Love" |
| 2009 | „Dear Mama”           | 17                | 1              | 4               | 17             | 1              | 7                | -              | -              | -              | -              | "If You Feel My Love" |
| 2009 | „I Have My Life”      | 27                | 1              | 14              | 33             | 2              | 14               | 9              | -              | 5              | 7              | "If You Feel My Love" |
| 2010 | „Save The World”      | -                 | 17             | ?               | 9              | -              | -                | -              | -              | -              | 8              | "Save The World"      |

Note
- „—” denotă că piesa nu a promovat în respectivul clasament;
- „?” denotă lipsa informațiilor cu privire la poziția obținută în respectivul clasament;
- „α” denotă prezența într-un clasament neoficial;

## Videoclipuri
| An   | Titlu                                        | Director     | Album               |
| ---- | -------------------------------------------- | ------------ | ------------------- |
| 2008 | "If You Feel My Love/Oare Trebuie să Pierzi" | Florin Botea | If You Feel My Love |
| 2009 | "Dear Mama"                                  | Florin Botea | If You Feel My Love |
| 2009 | "Dear Mama (ESC Video)"                      | Florin Botea | If You Feel My Love |
| 2009 | "I Have My Life/E Vina Mea"                  | Florin Botea | Save The World      |
| 2009 | "Save The World"                             | Florin Botea | Save The World      |

NotePentru "Dear Mama" s-au filmat două videoclipuri.

## Cover-uri
- Steaua Mea ~ Rucsy
- Cer plin de Vise ~ Rucsy
- Louissiana ~ Rucsy
- Let Me Entertain You ~ Robbie Williams
- My Immortal ~ Evanescence
- Fighter ~ Christina Aguilera
- Funhouse ~ Pink
- Big Girls Don't Cry ~ Fergie
- I Love Rock'n'Roll ~ Britney Spears
- Never Alone ~ BarlowGirl
- Simply The Best ~ Tina Turner
- I Will Survive ~ Gloria Gaynor
- Mercy ~ Duffy

## Versiuni karaoke
- If You Feel My Love/Oare Trebuie să Pierzi (2008)
- Daaa... (2009)
- Dear Mama (2009)
- Nu Suporți (E Vina Mea)/I Have My Life (2009)
- Save The World (2009)

NotăVersiunile karaoke pentru piesele "Nu Suporți" și "Save The World" nu au fost lansate oficial, ci doar pe internet. Pieselor "Daaa..." și "Dear Mama" le-au fost lansate chiar negativele oficiale.